# Александровка (Красноградский район)
Алекса́ндровка (укр. Олександрівка), село, 
Владимировский сельский совет, 
Красноградский район, 
Харьковская область.
Код КОАТУУ — 6323380506. Население по переписи 2001 года составляет 35 (11/24 м/ж) человек.

## Географическое положение
Село Александровка находится на левом берегу реки Вшивенькая, которая через 5 км впадает в реку Вшивая. Выше по течению на расстоянии в 2 км расположен посёлок Садовое, ниже по течению на расстоянии в 1 км — село Варваровка, на противоположном берегу - село Владимировка. 
Рядом проходит автомобильная дорога М-18 (E 105).

## История
- 1905 — дата основания.